# Mo Asumang
 (mai 2014).

Monika Asumang, connue sous le nom Mo Yaa akoma Asumang (née le 13 juin 1963 à Cassel) est une documentariste allemande.

## Biographie
Mo Asumang est née à Cassel en 1963 d'un père ghanéen et d'une mère allemande. Elle a suivi le cursus de communication audiovisuelle à l'école des beaux-arts de Cassel.
De 1997 à 2000, elle est modératrice à ProSieben de l'émission Liebe Sünde.
Elle joue le rôle secondaire de secrétaire d’État américaine dans le film de Roman Polanski The Ghost Writer.
Mo vit à Berlin.

## Filmographie

### Comme réalisatrice
- 2007 : Roots Germania documentaire
- 2010 : Road to Rainbow documentaire
- 2014 : Les Aryens documentaire

## Récompenses
- 2008 : prix Adolf-Grimme pour Roots Germania – nommé
- 2008 : Achtung berlin – new berlin film award pour Roots Germania, nommé pour le prix du jury œcuménique
- 2010 : Adler Award pour Best Media Entertainer
- 2014 : Phoenix Film Festival pour Die Arier, meilleur documentaire du cinéma international
- 2014 : Phoenix Film Festival pour Die Arier, World Cinema Audience Award
- 2014 : Achtung Berlin – new berlin film award pour Die Arier, nommé pour le prix du jury œcuménique
- 2014 : Filmfestival Türkei/Deutschland pour Die Arier, prix Öngören pour la démocratie et les droits de l'homme